# Thomasville (Carolina del Nord)
Thomasville és una població dels Estats Units a l'estat de Carolina del Nord. Segons el cens del 2000 tenia 19.788 habitants.

## Demografia
Segons el cens del 2000, Thomasville tenia 19.788 habitants, 7.978 habitatges i 5.305 famílies. La densitat de població era de 685,2 habitants per km².
Dels 7.978 habitatges en un 31,8% hi vivien nens de menys de 18 anys, en un 44,2% hi vivien parelles casades, en un 17,1% dones solteres, i en un 33,5% no eren unitats familiars. En el 28,6% dels habitatges hi vivien persones soles el 10,9% de les quals corresponia a persones de 65 anys o més que vivien soles. El nombre mitjà de persones vivint en cada habitatge era de 2,43 i el nombre mitjà de persones que vivien en cada família era de 2,96.
Per edats la població es repartia de la següent manera: un 25,5% tenia menys de 18 anys, un 9% entre 18 i 24, un 31,2% entre 25 i 44, un 20% de 45 a 60 i un 14,3% 65 anys o més.
L'edat mediana era de 34 anys. Per cada 100 dones de 18 o més anys hi havia 85,6 homes.
La renda mediana per habitatge era de 30.972 $ i la renda mediana per família de 35.933 $. Els homes tenien una renda mediana de 27.479 $ mentre que les dones 20.968 $. La renda per capita de la població era de 16.045 $. Entorn de l'11,8% de les famílies i el 16,2% de la població estaven per davall del llindar de pobresa.

## Poblacions més properes
El següent diagrama mostra les poblacions més properes.